# Colin Thiele

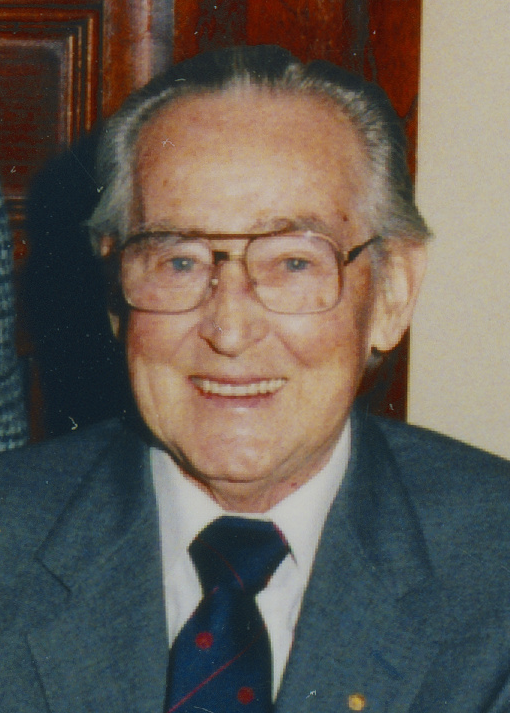
Colin Thiele (2000)

Colin Milton Thiele, AC (Eudunda, 16 de novembro de 1920 – Brisbane, 4 de setembro de 2006) foi um escritor e educador australiano. Seu livro de maior sucesso foi Storm Boy, mas é mais conhecido pela obra homônima do seriado de televisão Sun on the Stubble.

## Biografia
Nascido em South Australia, foi educado em várias escolas até ingressar na Universidade de Adelaide, onde se graduou em 1941. Serviu no exército da Austrália durante a II Guerra Mundial e também no corpo da Royal Australian Air Force, vindo depois a lecionar em colégios e faculdades.
Escreveu mais de cem livros, a maior parte deles retratando a vida rural australiana, particularmente a região costeira do sul. Muitos de seus livros foram transformados em séries de televisão, incluindo Sun on the Stubble, The Fire in the Stone, Blue Fin e Storm Boy.
Faleceu aos 85 anos, de falência cardíaca, num hospital de Brisbane.